# Avro Manhattan
Avro Manhattan (6 avril 1914 - 27 novembre 1990) est un écrivain et philosophe surtout connu pour sa critique du catholicisme, de l'Église catholique et du Vatican. Plusieurs de ses livres ont été publiés par Jack Chick, un fondamentaliste protestant américain. 

## Biographie
Il est né à Milan, de parents américains et suisse/hollandais d'origine juive. Il a étudié à la Sorbonne et à la London School of Economics. 
Durant la deuxième guerre mondiale en Italie, il fut emprisonné pour refus de servir dans l'armée. Par la suite, il fut animateur d'une station de radio alliée, Radio Freedom, émettant sur les pays occupés par l'Axe.
Parmi ses amis, on peut citer H. G. Wells, Pablo Picasso, George Bernard Shaw et la scientifique Marie Stopes.
Après 1979, Manhattan passa sa vie chez la mère de sa femme, à South Shields, North East England.
Ces livres ont été traduits en chinois, en russe et en coréen.

## Publications
- The Rumbling of the Apocalypse (1934)
- Towards the new Italy (Preface by H.G. Wells) (1943)
- Latin America and the Vatican (1946)
- The Catholic Church Against the Twentieth Century (1947; 2d edition 1950)
- The Vatican in Asia (1948)
- Religion in Russia (1949)
- Vatican in World Politics (1949)
- Catholic Imperialism and World Freedom (1952; 2d edition 1959)
- Terror Over Yugoslavia, the Threat to Europe (1953)
- The Dollar and the Vatican (1956)
- Vatican Imperialism in the Twentieth Century (1965)
- Vatican Moscow Alliance (1982)
- The Vatican Billions (1983)
- Catholic Terror in Ireland  (1988)
- Vietnam ... why did we go? (1984)
- Murder in the Vatican, American Russian and Papal Plots (1985)
- The Vatican’s Holocaust (1986)